# 基灵矢量场
基灵矢量场，基灵矢量或基灵矢量场（Killing vector 或 Killing vector field），以德国数学家威尔海姆·基灵命名，是定义在黎曼流形或伪黎曼流形上的一组矢量场，流形的度规在这组矢量的方向上能够保持不变。基灵矢量是等距同构的无穷小生成元，即由基灵矢量场生成的流包含有一种对称性，也就是说流形在基灵矢量场的方向上进行平移不会改变其上点与点之间的距离。一个简单的例子是一个圆周上具有相同长度并且指向顺时针方向的矢量场即是一个基灵矢量场，因为将圆周上的点沿这些方向平移等同于顺时针转动这个圆周而不改变彼此间的距离。
如果度量（度规）的系数{\displaystyle g_{\mu \nu }\,}在某个坐标基{\displaystyle dx^{a}\,}下与{\displaystyle x^{K}}无关，那么{\displaystyle x^{\mu }=\delta _{K}^{\mu }\,}自动是一个基灵向量，这里 {\displaystyle \delta _{K}^{\mu }\,}是克罗内克函数。例如，如果度量系数都不是时间的函数，流形一定自动有一个类时基灵向量。
基灵矢量在广义相对论中描述了时空几何的对称性，每一种对称性都与一个基灵矢量相关联。

## 数学定义
具体地，向量场X是一个基灵场，如果度量关于 X 李导数为零：
{\displaystyle {\mathcal {L}}_{X}g=0\,.}
用列维-奇维塔联络表示，即
{\displaystyle g(\nabla _{Y}X,Z)+g(Y,\nabla _{Z}X)=0\,}
对所有的向量Y与Z。在局部坐标系中，这便是基灵方程：
{\displaystyle \nabla _{\mu }X_{\nu }+\nabla _{\nu }X_{\mu }=0\,.}
该条件表示成共变形式，从而只要在一个特定的坐标系中成立就在所有坐标系下成立。
一个基灵场由其在一点的向量和其梯度（即这个场在该点的所有共变导数）决定。
两个基灵场的李括号仍然是一个基灵场。从而流形M上的基灵场组成了M上一个李代数。如果M紧或者完备这便是流形的等距同构群的李代数。
对紧流形：
- 负里奇曲率意味着不存在非平凡基灵场。
- 非正里奇曲率，意味着任何基灵场都是平行的，即沿着任何向量场的共变导数恒为零。
- 如果截面曲率为正且M维数为偶，一个基灵场一定有零点。

基灵向量场可以推广到共形基灵向量场，定义为：
{\displaystyle {\mathcal {L}}_{X}g=\lambda g\,}
对某个纯量{\displaystyle \lambda \,}，一个单参数共形映射族的导数是共形基灵场。另一种推广是共形基灵张量场，是一个对称张量场T，使得{\displaystyle \nabla T\,}的对称化中与迹无关的部分为零。

## 广义时空几何中的对称性和守恒律
在广义相对论中，基灵矢量与时空的对称性紧密联系。简单说来，当一个时空流形在特定变换下具有几何不变性时，我们称这种时空流形具有对称性；也就是说度规在这种变换下是保持形式不变的。一个张量场可能会具有多种不同的对称性，例如闵可夫斯基时空的平直度规在平移变换（包含四种基本对称操作）及洛伦兹变换（包含六种基本对称操作）下保持不变，即对于闵可夫斯基度规
{\displaystyle ds^{2}=\eta _{\mu \nu }dx^{\mu }dx^{\nu }\,}
所具有的两种对称性表示为
{\displaystyle x^{\nu }\to x^{\nu }+a^{\nu }\,} （平移对称性）
{\displaystyle x^{\nu }\to \Lambda _{\mu }^{\nu }x^{\nu }\,} （洛伦兹对称性）
从闵可夫斯基时空的平移对称性表示中我们可以看到，度规的系数{\displaystyle \eta _{\mu \nu }\,}（1或-1）和平移的坐标函数{\displaystyle x^{\nu }\,}无关。这个性质可以推广到一般度规{\displaystyle g_{\mu \nu }\,}下的平移对称性，即对于某些确定的坐标函数{\displaystyle x^{\sigma }\,}，如果{\displaystyle \partial _{\sigma }g_{\mu \nu }=0\,}对所有的{\displaystyle \mu \,}和{\displaystyle \nu \,}成立，则度规在{\displaystyle x^{\sigma }\,}方向上具有平移对称性：
{\displaystyle \partial _{\sigma }g_{\mu \nu }=0\qquad \Rightarrow \qquad x^{\sigma }\to x^{\sigma }+a^{\sigma }\,}

### 平移对称性和动量守恒
对类时的测地线而言，测地线方程可以写成动量的形式，即对于粒子的四维动量{\displaystyle p^{\mu }=mU^{\mu }\,}，测地线方程为
{\displaystyle p^{\lambda }\nabla _{\lambda }p^{\mu }=0}
其中{\displaystyle p^{\lambda }\,}的上标可以降为下标而方程保持形式不变，根据协变导数的定义方程等价于
{\displaystyle p^{\lambda }\partial _{\lambda }p_{\mu }-\Gamma _{\lambda \mu }^{\sigma }p^{\lambda }p_{\sigma }=0\,}
左边第一项的含义是动量如何沿测地线变化：
{\displaystyle p^{\lambda }\partial _{\lambda }p_{\mu }=m{\frac {dx^{\lambda }}{d\tau }}\partial _{\lambda }p_{\mu }=m{\frac {dp_{\mu }}{d\tau }}\,}
而第二项可以化为如下形式：
{\displaystyle {\begin{aligned}\Gamma _{\lambda \mu }^{\sigma }p^{\lambda }p_{\sigma }&={\frac {1}{2}}g^{\sigma \nu }\left(\partial _{\lambda }g_{\mu \nu }+\partial _{\mu }g_{\nu \lambda }-\partial _{\nu }g_{\lambda \mu }\right)p^{\lambda }p_{\sigma }\\&={\frac {1}{2}}\left(\partial _{\lambda }g_{\mu \nu }+\partial _{\mu }g_{\nu \lambda }-\partial _{\nu }g_{\lambda \mu }\right)p^{\lambda }p^{\nu }\\&={\frac {1}{2}}\left(\partial _{\mu }g_{\nu \lambda }\right)p^{\lambda }p^{\nu }\end{aligned}}}
其中第二步到第三步是用了{\displaystyle p^{\lambda }p^{\nu }\,}的对称性，从而对称的两项可以消去。综合上面的结果我们得到
{\displaystyle m{\frac {dp_{\mu }}{d\tau }}={\frac {1}{2}}\left(\partial _{\mu }g_{\nu \lambda }\right)p^{\lambda }p^{\nu }\,}
从这个方程我们可知，对于度规{\displaystyle g_{\nu \lambda }\,}若在坐标方向{\displaystyle \mu \,}上偏导数为零，则沿坐标方向{\displaystyle \mu \,}的动量{\displaystyle p^{\mu }\,}不随时间变化，即动量分量{\displaystyle p^{\mu }\,}是一个守恒量，即
{\displaystyle \partial _{\sigma }g_{\mu \nu }=0\qquad \Rightarrow \qquad {\frac {dp_{\sigma }}{d\tau }}=0\,}
这个守恒律虽然是从类时的测地线得到的，它对所有的测地线都成立。

## 基灵矢量
我们在上节中看到，当度规与坐标的某一个分量无关时，度规在这个分量上则具有平移对称性。现在从这个事实出发将其写成协变的形式，即当一个一般的度规{\displaystyle g_{\mu \nu }\,}与某一坐标分量{\displaystyle x^{\sigma }\,}无关时，定义矢量{\displaystyle \partial _{\sigma }\,}将其标记为{\displaystyle {\boldsymbol {K}}\,}：
{\displaystyle {\boldsymbol {K}}=\partial _{\sigma }\,}
推导中一般写成分量的形式：
{\displaystyle {K}^{\mu }=\left(\partial _{\sigma }\right)^{\mu }=\delta _{\sigma }^{\mu }\,}
这里我们称{\displaystyle {K}^{\mu }}是度规对称性的生成矢量，即在这个矢量的方向上的无穷小变换操作下坐标保持不变。在这个矢量的作用下，守恒量可以写成协变的形式，例如
{\displaystyle p_{\sigma }={K}^{\nu }p_{\nu }\,}
从前文的推导我们已知，若{\displaystyle p^{\mu }\,}是沿测地线的（标量）守恒量，则它沿测地线的方向导数为零，用生成矢量的形式写出来则得到
{\displaystyle {\frac {dp_{\sigma }}{d\tau }}=0\qquad \Leftrightarrow \qquad p^{\mu }\nabla _{\mu }\left({K}_{\nu }p^{\nu }\right)=0\,}
将右面的式子作展开得到
{\displaystyle {\begin{aligned}p^{\mu }\nabla _{\mu }\left({K}_{\nu }p^{\nu }\right)&=p^{\mu }\nabla _{\mu }{K}_{\nu }p^{\nu }+p^{\mu }p^{\nu }\nabla _{\mu }K_{\nu }\\&=p^{\mu }p^{\nu }\nabla _{\mu }K_{\nu }\\&=p^{\mu }p^{\nu }\nabla _{(\mu }K_{\nu )}\end{aligned}}}
从第一步到第二步中第一项消去的原因是测地线方程，而第二步到第三步是由于{\displaystyle \mu \,}和{\displaystyle \nu \,}的对称性。
由此可得到结论：对于任何满足方程{\displaystyle \nabla _{(\mu }K_{\nu )}=0\,}的矢量{\displaystyle K_{\nu }\,}，都对应着沿测地线的守恒量{\displaystyle K_{\nu }p^{\nu }\,}：
{\displaystyle \nabla _{(\mu }K_{\nu )}=0\qquad \Rightarrow \qquad p^{\mu }\nabla _{\mu }\left({K}_{\nu }p^{\nu }\right)=0\,}
左面的方程{\displaystyle \nabla _{(\mu }K_{\nu )}=0\,}叫做基灵方程，而满足这个方程的矢量场{\displaystyle K_{\nu }\,}叫做基灵矢量场或直接称作基灵矢量。基灵矢量的形式与度规的坐标选取有关，虽然上文的推导过程中基灵矢量的形式是{\displaystyle {\boldsymbol {K}}=\partial _{\sigma }\,}，这是由选取坐标系的特殊性决定的，在其他一般化的坐标系选取下它会具有不同的形式；但无论如何却总能找到一个特定的坐标系使对应的基灵矢量满足如{\displaystyle {\boldsymbol {K}}=\partial _{\sigma }\,}的形式。
从基灵矢量的概念可进一步推广到基灵张量，即满足方程
{\displaystyle \nabla _{(\mu }K_{\nu _{1}\nu _{2}...\nu _{l})}=0\,}
的{\displaystyle l\,}阶张量{\displaystyle K_{\nu _{1}\nu _{2}...\nu _{l}}\,}对应有守恒量{\displaystyle {K}_{\nu _{1}\nu _{2}...\nu _{l}}p^{\nu _{1}\nu _{2}...\nu _{l}}\,}
{\displaystyle p^{\mu }\nabla _{\mu }\left({K}_{\nu _{1}\nu _{2}...\nu _{l}}p^{\nu _{1}\nu _{2}...\nu _{l}}\right)=0\,}
度规本身就是一个基灵张量，在膨胀宇宙模型中，弗里德曼-勒梅特-罗伯逊-沃尔克度规也具有类时的基灵张量。

### 性质
基灵矢量的协变导数与黎曼张量直接联系，彼此关系为
{\displaystyle \nabla _{\mu }\nabla _{\sigma }K^{\rho }=R_{\sigma \mu \nu }^{\rho }K^{\nu }\,}
与里奇张量的关系为
{\displaystyle \nabla _{\mu }\nabla _{\sigma }K^{\mu }=R_{\sigma \nu }K^{\nu }\,}
从这两个关系、比安基恒等式以及基灵方程可推出里奇标量在沿基灵矢量场的方向导数为零，这是其度规在这些方向上具有几何不变性的体现：
{\displaystyle K^{\lambda }\nabla _{\lambda }R=0\,}

### 类时的基灵矢量
动量守恒是空间平移不变性的体现，而能量守恒则是时间平移不变性的体现。借助于一个类时的基灵矢量我们能够定义一个全部时空的守恒能量：从基灵矢量{\displaystyle K_{\nu }\,}和能量-动量张量{\displaystyle T_{\mu \nu }\,}能够定义一个流
{\displaystyle J^{\mu }=K_{\nu }T^{\mu \nu }\,}
这个流是一个守恒量：
{\displaystyle \nabla _{\mu }J^{\mu }=\left(\nabla _{\mu }K_{\nu }\right)T^{\mu \nu }+K_{\nu }\left(\nabla _{\mu }T^{\mu \nu }\right)=0\,}
第一项为零是由于基灵方程，而第二项为零是由于{\displaystyle T_{\mu \nu }\,}的守恒。
当{\displaystyle K_{\nu }\,}是一个类时的基灵矢量时，可以通过对这个守恒流在整个类空的超平面{\displaystyle \Sigma \,}内积分从而定义时空中的总能量：
{\displaystyle E=\int _{\Sigma }J^{\mu }n_{\mu }{\sqrt {\gamma }}\,d^{3}x\,}
其中{\displaystyle \gamma _{ij}\,}是超平面{\displaystyle \Sigma \,}的诱导度规，而{\displaystyle n_{\mu }\,}是其法向矢量。这实际是广义相对论中柯玛质量的定义，在膨胀宇宙模型中时空中的总能量一般并不是守恒的，这与膨胀宇宙的度规是时间的函数有关。如果存在一个类时的基灵矢量，则度规与时间无关，从而存在一个守恒的能量定义。